# アレクサンダー (シュレースヴィヒ＝ホルシュタイン＝ゾンダーブルク公)
アレクサンダー（デンマーク語:Alexander af Slesvig-Holsten-Sønderborg, ドイツ語:Alexander von Schleswig-Holstein-Sonderburg, 1573年1月20日 - 1627年3月13日）は、シュレースヴィヒ＝ホルシュタイン＝ゾンダーブルク（スナボー）公。デンマーク＝ノルウェー王クリスチャン3世の三男であるセナーボー公ハンスと、その最初の妻でブラウンシュヴァイク＝グルベンハーゲン公エルンスト3世の娘エリーザベトの間に生まれた。父にとっては実質的に2番目の息子である。

## 生涯
兄クリスティアンは貴賤結婚をしたためアレクサンダーがゾンダーブルク公爵家の世継ぎとなり、1622年に父が死ぬと家督を引き継いだ。ミンデン司教区に属するレーネ郊外に領主館ハウス・ベック（Haus Beck）とその付属荘園を購入した。アレクサンダーの死後、息子たちは順次結婚するたびに分家を創設し、シュレースヴィヒ＝ホルシュタイン＝ゾンダーブルク公爵領は更なる分裂を続けていくことになった。
1604年、シュヴァルツブルク＝ゾンダースハウゼン伯ヨハン・ギュンター1世の娘ドロテア（1579年 - 1639年）と結婚し、間に10人の子供をもうけた。
- ヨハン・クリスティアン（1607年 - 1653年） - ゾンダーブルク公
- アレクサンダー・ハインリヒ（1608年 - 1667年）
- エルンスト・ギュンター（1609年 - 1689年） - アウグステンブルク公
- ゲオルク・フリードリヒ（1611年 - 1676年）
- アウグスト・フィリップ（1612年 - 1675年） - ベック公
- アドルフ（1613年 - 1616年）
- アンナ・エリーザベト（1615年 - 1616年）
- ヴィルヘルム・アントン（1616年）
- ゾフィー・カタリーナ（1617年 - 1696年） - 1635年、オルデンブルク伯アントン・ギュンターと結婚
- フィリップ・ルートヴィヒ（1620年 - 1689年） - ヴィーゼンブルク公